# 그리메상
그리메상은 '한국방송촬영인협회(KDPS)'에서 ' 1993년 제정한 상으로서, 그리메상 촬영 부문은 지난 1년 동안 각 방송사에서 제작한 다큐멘터리, 드라마, 광고, 쇼·중계 부문에서 뛰어난 영상미와 실험적인 영상을 추구한 촬영감독에게 수여하는 상으로 대상자는 그 작품의 촬영감독이 된다. 연기자 부문은 지난 1년 동안 활동한 연기자 중 가장 뛰어난 연기력과 좋은 이미지를 가진 연기자를 촬영감독들의 투표에 의해 선정한 상이다. 엔터테이너 부문은 지난 1년 동안 활동한 엔터테이너 중 최고의 엔터테이너에게 주는 상이다.

## 대상 및 최우수 작품상
| 수상 연도     | 대상                                                                     | 최우수작품상                                       | 최우수작품상                                                                           | 최우수작품상                                      | 최우수작품상 |
| 수상 연도     | 대상                                                                     | 드라마 부문                                        | 다큐멘터리 부문                                                                        | 광고영상 부문                                     | 쇼·중계 부문 |
| ------------- | ------------------------------------------------------------------------ | -------------------------------------------------- | -------------------------------------------------------------------------------------- | ------------------------------------------------- | --- |
| 제8회 2000년  | 정연두 KBS 미니시리즈 《가을동화》                                       | 김영철 MBC 특별기획 드라마 《허준》                | 김종환 정하영 KBS 일요스페셜 《엄홍길, 다시 강첸중기에 서다》                          |                                                   | |
| 제9회 2001년  | 고승우 EBS 다큐멘타리 《개미》                                           | 하대선 SBS 드라마스페셜 《수호천사》               | 김형탁 KBS 환경스페셜 《디지털로 여는 소리의 세계》                                    |                                                   | |
| 제10회 2002년 | 박화진 백승우 MBC 창사특집 HD다큐멘터리 《야생의 초원, 세렝게티》        | 이영철 SBS 오픈드라마 남과여 《해피버스데이》      | 김효주 김시형 KBS 환경스페셜 《미시시피 붉은귀 거북, 한강을 점령하다》                 |                                                   | |
| 제11회 2003년 | 김경철 이연재 MBC 미니시리즈 《다모》                                    | 고승우 EBS 문화산책 《이순원의 '말을 찾아서'》     | 이자성 KBS 자연다큐멘터리 《봉암사의 숲》                                              |                                                   | |
| 제12회 2004년 | 김승연 KBS 스페셜 《도자기》                                             | 김용상 EBS 문화시리즈 《명동백작》                 | 이태술 박창수 MBC 창사특집 HD다큐멘터리 티벳대탐사 1,2부 《창탕 - 정복되지 않은 대지》 |                                                   | |
| 제13회 2005년 | 김승환 KBS 특별기획 드라마 《해신》                                      | 이영철 배홍수 SBS 특별기획 드라마 《패션70s》      | 이의호 EBS 자연다큐멘터리 《흙》                                                       |                                                   | |
| 제14회 2006년 | 노형식 홍성욱 MBC 특별기획 드라마 《주몽》                               | 박남준 KBS 미니시리즈 《투명인간 최장수》          | 박은상 EBS 다큐스페셜 《매혹의 에너지, 색》                                            |                                                   | |
| 제15회 2007년 | 백홍종 유재광 우성주 KBS 문명대기획 《인사이트 아시아 - 차마고도》       | 이영철 배홍수 SBS 드라마스페셜 《로비스트》        | 김용남 MBC HD다큐멘터리 《DNZ는 살아있다》                                             |                                                   | |
| 제16회 2008년 | 하재영 정승우 MBC 특별기획 드라마 《에덴의 동쪽》                        | 배홍수 SBS 드라마스페셜 《바람의 화원》            | 이창열 EBS 다큐프라임 자연다큐 《지네》                                                |                                                   | |
| 제17회 2009년 | 김세홍 채창수 MBC 특별기획 드라마 《선덕여왕》                           | 김홍재 SBS 드라마스페셜 《카인과 아벨》            | 서영호 EBS 다큐프라임 《바람의 혼, 참매》                                              |                                                   | |
| 제18회 2010년 | 김재환 손형식 KBS 특별기획 드라마 《추노》                               | 이길복 이상욱 SBS 특별기획 드라마 《자이언트》     | 송인혁 김만태 MBC 창사특집 다큐멘터리 《아마존의 눈물》                                |                                                   | |
| 제19회 2011년 | 허대선 이승준 SBS 특별기획 드라마 《시크릿 가든》                        | 김세홍 오규택 MBC 미니시리즈 《최고의 사랑》       | 변춘호 오재상 KBS 동아시아 생명대탐사 《아무르》                                       |                                                   | |
| 제20회 2012년 | 추재만 유재광 박용환 KBS 글로벌 대기획 《슈퍼피쉬》                      | 김선일 정승우 MBC 특별기획 드라마 《해를 품은 달》 | 정재호 EBS 다큐프라임 《문명과 수학》                                                  |                                                   | |
| 제21회 2013년 | 정승우 김선철 MBC 주말특별기획 《스캔들: 매우 충격적이고 부도덕한 사건》 | 김재환 KBS 월화드라마 《굿 닥터》                  | 백홍종 KBS 파노라마 《의궤, 8일간의 축제》                                             | 박영 허세관 CJ오쇼핑 《언더웨어 '피델리아' 광고》 | |
| 제22회 2014년 | 이길복 정민균 SBS 드라마스페셜 《별에서 온 그대》                        | 김선일 황성만 MBC 주말특별기획 《마마》            | 김승환 한주열 KBS 글로벌 대기획 《요리 인류》                                          |                                                   | |
| 제23회 2015년 | 윤대영 최제락 SBS 드라마스페셜 《용팔이》                                | 홍성길 김홍재 SBS 드라마스페셜 《가면》            | 홍의권 EBS 다큐프라임 《진화의 신비 - 독》                                             |                                                   | |
| 제24회 2016년 | 김시형 엄준성 KBS 공사창립 특별기획 《태양의 후예》                      | 이진석 손일송 MBC 주말특별기획 《결혼계약》        | 이영관 김화영 MBC 창사특집 UHD다큐 《위대한 한 끼》                                    |                                                   | |
| 제25회 2017년 | 홍의권 EBS 다큐프라임 《생명의 전략 - 번식》                             | 정민균 송요훈 SBS 월화드라마 《피고인》            | 홍성준 KBS UHD 대기획 《순례 - 신의 눈물》                                             |                                                   | |
| 제26회 2018년 |                                                                          | 김화영 박창수 MBC 월화 미니시리즈 《배드파파》     | 정기현 SBS 스페셜 《THE 람쥐》                                                         |                                                   | 이형석 외 6명 SBS UHD 특집 《인기가요》                                                                           |
| 제27회 2019년 | 하성창 KNN 다큐멘터리 《물의 기억》                                      | 윤대영 박종기 SBS 금토드라마 《열혈사제》          |                                                                                        |                                                   | 이성수 EBS 1TV 밴드 경영 프로그램 《올해의 헬로루키 With KOCCA》                                                  |
| 제28회 2020년 |                                                                          | 황창인 엄성탁 SBS 금토드라마 《스토브리그》        |                                                                                        |                                                   | |
| 제29회 2021년 | 《펜트하우스 2》 《펜트하우스 3》                                        |                                                    | ubc 《식탁 위의 정원, 키친가든》 MBC 다큐플렉스 《동방미로》                           |                                                   | |
| 제30회 2022년 | 임형은 EBS다큐프라임 《여성백년사》                                      |                                                    | 황재준,이가원 KBS대전총국 UHD특별기획 《노인과 갯벌》                                  |                                                   | �엄혁,오세장,윤숭항,양형석,이철,송인석,조진현,송낙훈,황인욱,김태진,김지현 SBS 《2022 KPOP, FLEX in 프랑크푸르트》 |
| 제31회 2023년 | 김화영,강경호,전호승,김대현 MBC 금토드라마 《MBC 연인》                  |                                                    | 김정근 KBS UHD 환경스페셜2 갯벌 3부작, 제1편 《신의 캔버스, 신안 갯벌》                |                                                   | 정장수,박재영,김찬홍(브라보픽쳐스) NETFLIX 《피지컬:100》 시즌1                                                   |

## 연기자상 수상자

### 최우수 연기자상 수상자
그리메상 최우수 남자연기자상, 최우수 여자연기자상은 1996년부터 수여하기 시작한 상으로서, 지난 1년 동안 활동한 연기자 중 가장 뛰어난 연기력과 좋은 이미지를 가진 연기자를 상대로 촬영감독들의 투표에 의해 선정된다.
| 회수 | 수상 연도     | 최우수 남자연기자상                                  | 최우수 여자연기자상                 |
| ---- | ------------- | ---------------------------------------------------- | ----------------------------------- |
| 1    | 제4회 1996년  | 유동근 《MBC 애인》                                  | 황신혜 《MBC 애인》                 |
| 2    | 제5회 1997년  | 최수종 《KBS 첫사랑》                                | 최명길 《KBS 용의 눈물》            |
| 3    | 제6회 1998년  | 최불암 《MBC 그대 그리고 나》                        | 최진실 《MBC 그대 그리고 나》       |
| 4    | 제7회 1999년  | 손창민 《MBC 국희》                                  | 김혜수 《MBC 국희》                 |
| 5    | 제8회 2000년  | 김영철 《KBS 태조 왕건》                             | 황수정 《MBC 허준》                 |
| 6    | 제9회 2001년  | 이재룡 《MBC 상도》                                  | 강수연 《SBS 여인천하》             |
| 7    | 제10회 2002년 | 감우성 《MBC 현정아 사랑해》                         | 유호정 《KBS 태양인 이제마》        |
| 8    | 제11회 2003년 | 차승원 《KBS 보디가드》                              | 김희애 《SBS 완전한 사랑》          |
| 9    | 제12회 2004년 | 안재욱 《KBS 오!필승 봉순영》                        | 김정은 《SBS 파리의 연인》          |
| 10   | 제13회 2005년 | 김명민 《KBS 불멸의 이순신》                         | 김선아 《MBC 내 이름은 김삼순》     |
| 11   | 제14회 2006년 | 송일국 《MBC 주몽》                                  | 윤은혜 《KBS 포도밭 그 사나이》     |
| 12   | 제15회 2007년 | 김명민 《MBC 하얀거탑》                              | 장진영 《SBS 로비스트》             |
| 13   | 제16회 2008년 | 김상경 《KBS 대왕 세종》                             | 문근영 《SBS 바람의 화원》          |
| 14   | 제17회 2009년 | 소지섭 《SBS 카인과 아벨》                           | 이요원 《MBC 선덕여왕》             |
| 15   | 제18회 2010년 | 장혁 《KBS 추노》                                    | 황정음 《SBS 자이언트》             |
| 16   | 제19회 2011년 | 차승원 《MBC 최고의 사랑》                           | 하지원 《SBS 시크릿 가든》          |
| 17   | 제20회 2012년 | 이성민 《MBC 골든 타임》                             | 김남주 《KBS 넝쿨째 굴러온 당신》   |
| 18   | 제21회 2013년 | 조재현 《MBC 스캔들: 매우 충격적이고 부도덕한 사건》 | 이보영 《SBS 너의 목소리가 들려》   |
| 19   | 제22회 2014년 | 이종석 《SBS 피노키오》                              | 송윤아 《MBC 마마》                 |
| 20   | 제23회 2015년 | 연정훈 《SBS 가면》                                  | 수애 《SBS 가면》                   |
| 21   | 제24회 2016년 | 김응수 《KBS 임진왜란 1592》                         | 유이 《MBC 결혼계약》               |
| 22   | 제25회 2017년 | 지성 《SBS 피고인》                                  | 서현진 《SBS 사랑의 온도》          |
| 23   | 제26회 2018년 | 장혁 《MBC 배드파파》                                | 김선아 《SBS 키스 먼저 할까요》     |
| 24   | 제27회 2019년 | 김남길 《SBS 열혈사제》                              | 정유미 《MBC 검법남녀 2》           |
| 25   | 제28회 2020년 | 남궁민 《SBS 스토브리그》                            | 박은빈 《SBS 스토브리그》           |
| 26   | 제29회 2021년 | 엄기준 《SBS 펜트하우스》                            | 김소연 《SBS 펜트하우스》           |
| 27   | 2022년        | 수상자 없음                                          | 수상자 없음                         |
| 28   | 제30회 2023년 | 남궁민 《MBC 연인》                                  | 안은진 《MBC 연인》                 |
| 29   | 제31회 2024년 | 한석규 《MBC 이토록 친밀한 배신자》                  | 채원빈 《MBC 이토록 친밀한 배신자》 |

### 신인 연기자상 수상자
그리메상 신인 연기자상은 2015년부터 수여하기 시작한 상이다.
| 수상 연도     | 신인 연기자상                   |
| ------------- | ------------------------------- |
| 제23회 2015년 | 조보아 《KBS 부탁해요, 엄마》   |
| 제24회 2016년 | 윤균상 《SBS 육룡이 나르샤》    |
| 제25회 2017년 | Key 《MBC 파수꾼》              |
| 제26회 2018년 | 정채연 《KBS 투 제니》          |
| 제27회 2019년 | 로운 《MBC 어쩌다 발견한 하루》 |
| 제28회 2020년 | 신수현 《KBS 99억의 여자》      |
| 제29회 2021년 | 이신기 《KBS 통증의 풍경》      |

## 엔터테이너상 수상자
그리메상 엔터테이너상은 한 해 최고의 엔터테이너에게 주는 상으로 2019년부터 수여하기 시작한 상이다.
| 수상 연도     | 엔터테이너상 |
| ------------- | ------------ |
| 제27회 2019년 | 마마무       |